# Heilig-Geist-Kirche (Opole-Winów)

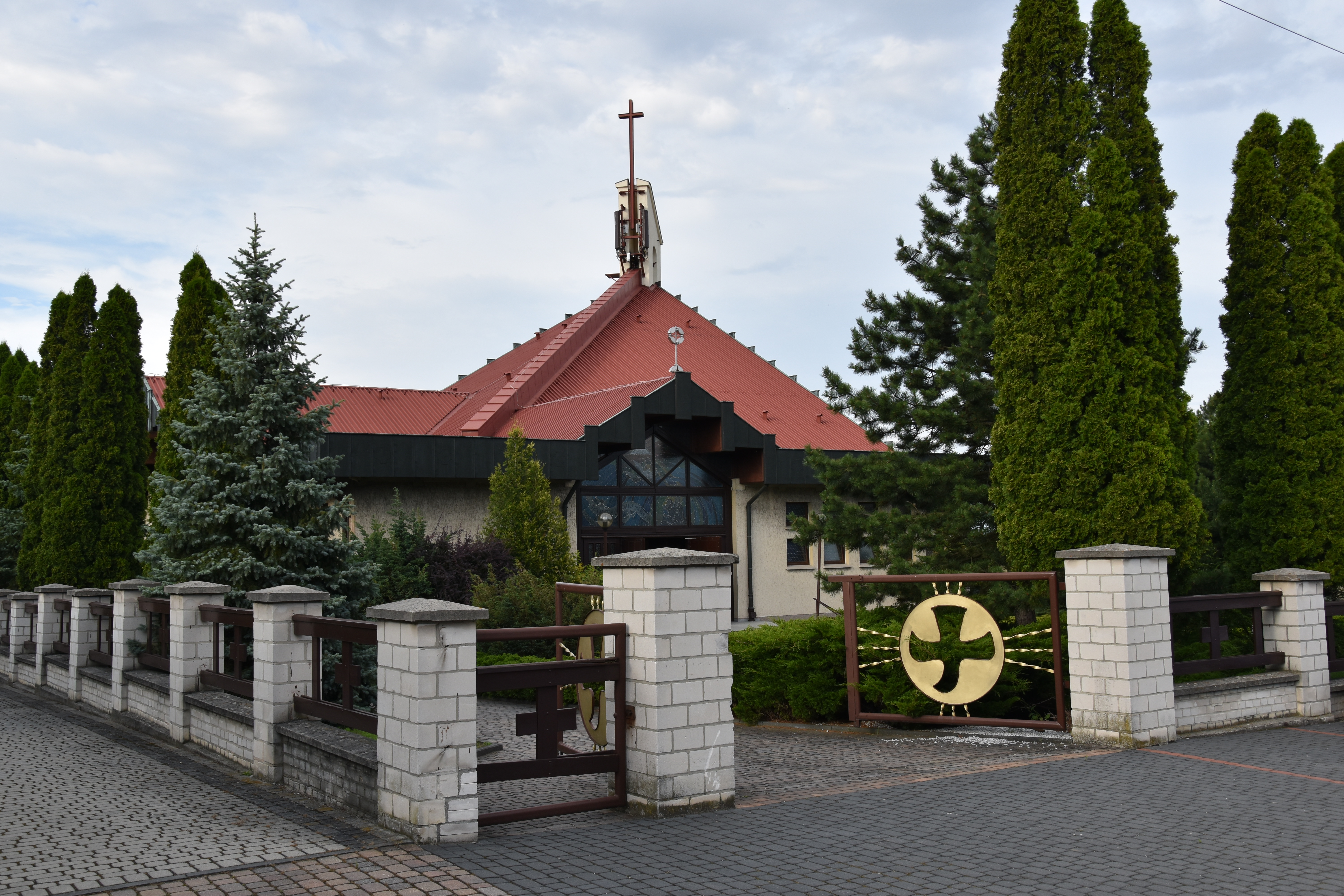
Südseite mit Pfarrgarten

Die Heilig-Geist-Kirche (polnisch Kościół Ducha Świętego) ist eine römisch-katholische Kirche in Winów (Winau), einem Stadtteil der  oberschlesischen Stadt Opole (Oppeln). Die Kirche ist die Hauptkirche der Pfarrei Heilig Geist (Parafia Ducha Świętego) in Opole. Das Gotteshaus liegt im Ortskern von Winau an der ul. Ogrodowej.

## Geschichte

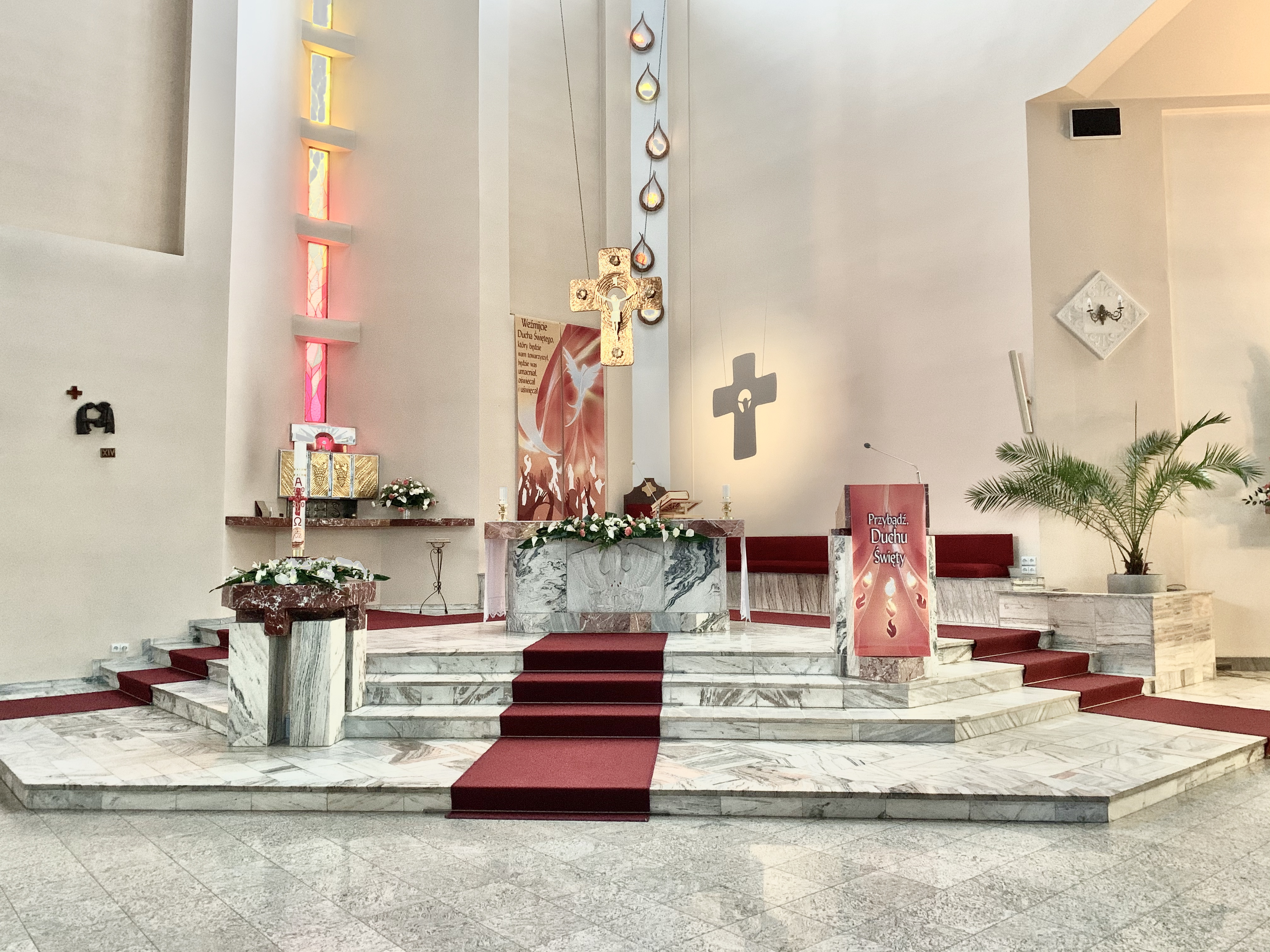
Altarraum

Auf Initiative des Pfarrers Hubert Skomudek wurde auf der Winauer Höhe in den Jahren 1983 und 1987 die katholische Kirche errichtet. Am 2. August 1987 wurde die Pfarrei Heilig Geist gegründet.
Auf Einladung von Hubert Skomudek kamen 1986 die Schönstätter Marienschwestern nach Winau. Diese ließen sich hinter der Kirche nieder. 1988 wurde hinter der Kirche die Kapelle Dreimal Wunderbare Mutter, Königin und Siegerin von Schönstatt errichtet. Im Jahr 2000 wurde das Nonnenkloster errichtet.

## Ausstattung
In der Kirche befindet sich ein großes Gemälde des Seligen Alojzy Liguda.

## Pfarrer der Gemeinde
- Hubert Skomudek (1987–1992)
- Waldemar Klinger (1992–2015)
- Josef Ploch (seit 2015)